# 聖天使米迦勒之名大教堂

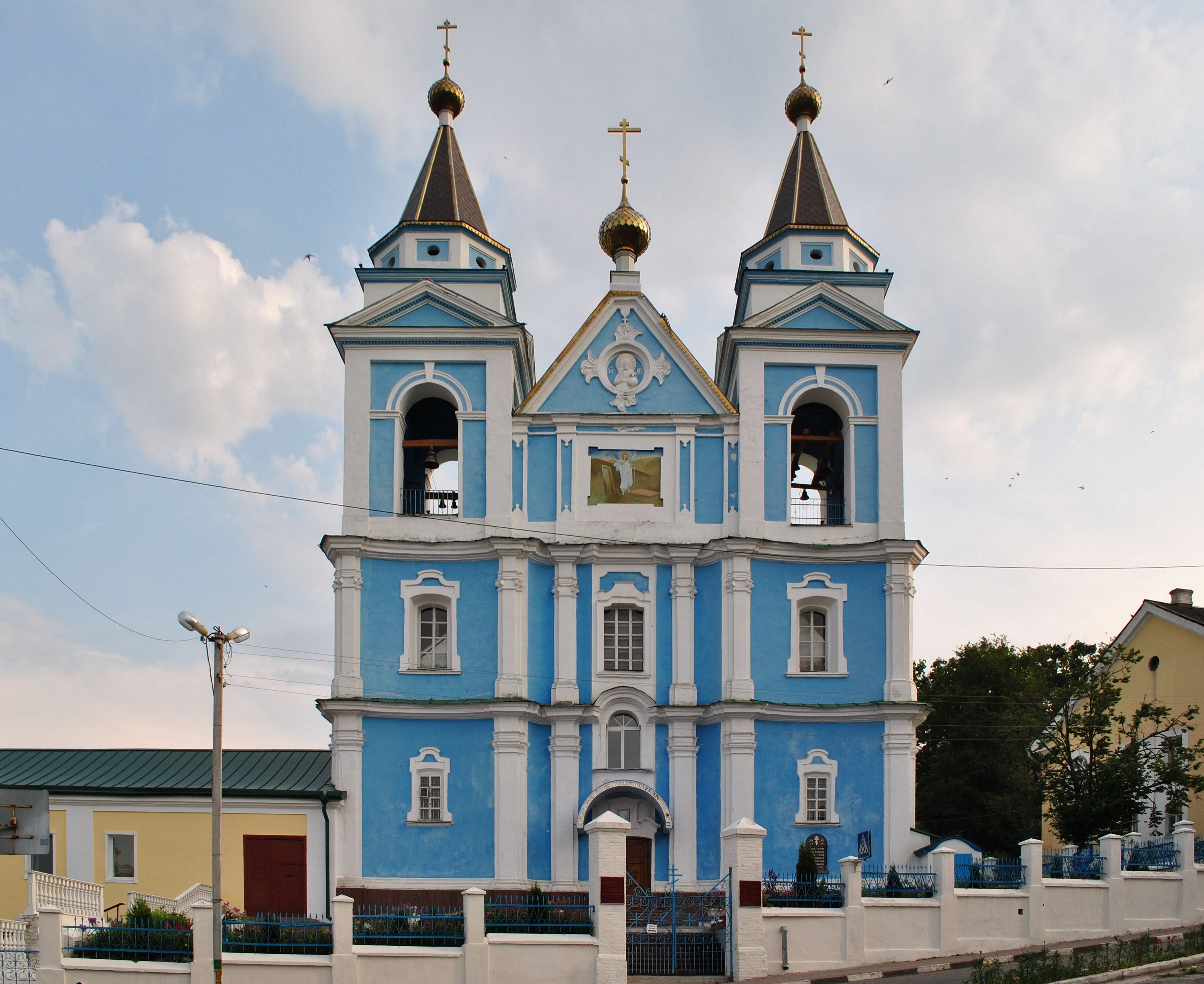

聖天使米迦勒之名大教堂是位於白俄羅斯城市莫濟里的一座東正教大教堂。聖天使米迦勒之名大教堂始建於1745年，修建當時是一座方濟各會教堂。聖天使米迦勒之名大教堂為後期巴洛克式風格建築。在1937年至1941年期間，教堂曾經是一座監獄。
52°02′46″N 29°16′24″E / 52.04611°N 29.27333°E